# Mészkő (település)
Mészkő (románul Cheia) falu Romániában Kolozs megyében.

## Fekvése
Tordától 8 km-re délnyugatra a Tordai-hasadék keleti bejáratától 2,5 km-re, az Aranyos folyó bal partján fekszik.

## Nevének eredete
Nevét valószínűleg mészkőhegyeiről kapta. A román cheie hasadékot jelent.

## Története
1311-ben Mezku néven említik először. A falunak 1333-ban már volt temploma. 1910-ben 848 lakosából 481 román és 367 magyar volt. A trianoni békeszerződésig Torda-Aranyos vármegye Tordai járásához tartozott. 1992-ben 554-en lakták, lakói többségben románok.

## Látnivalók
- Unitárius temploma 13. századi román eredetű, 1595-ben, 1783-ban és  1931-ben átépítették.
- Határában található a Tordai-hasadék, a Hesdát-pataknak 3 km hosszú szurdokvölgye. A szurdokvölgy egykori barlangok beszakadásából keletkezett, ma is mintegy 50 barlang található benne. A monda szerint a kunok elől menekülő Szent László király imájára hasadt ketté a hegy, a kunok pedig a szakadékba zuhantak. A tatár és török dúlásai elől a környék lakóinak menedékhelye volt. A bejáratánál található tornyos menedékházat Bors Mihály építette 1935-ben.
- Képek Mészkőről, 2007

## Híres emberek
- Itt született 1886. január 13-án Gálffy Zsigmond klasszika-filológus, műfordító.
- A temetőben nyugszik Balázs Ferenc (1901–1937) népművelő, a falu unitárius papja.